# Folkomröstningen om EU:s fördelning av asylsökande i Ungern 2016

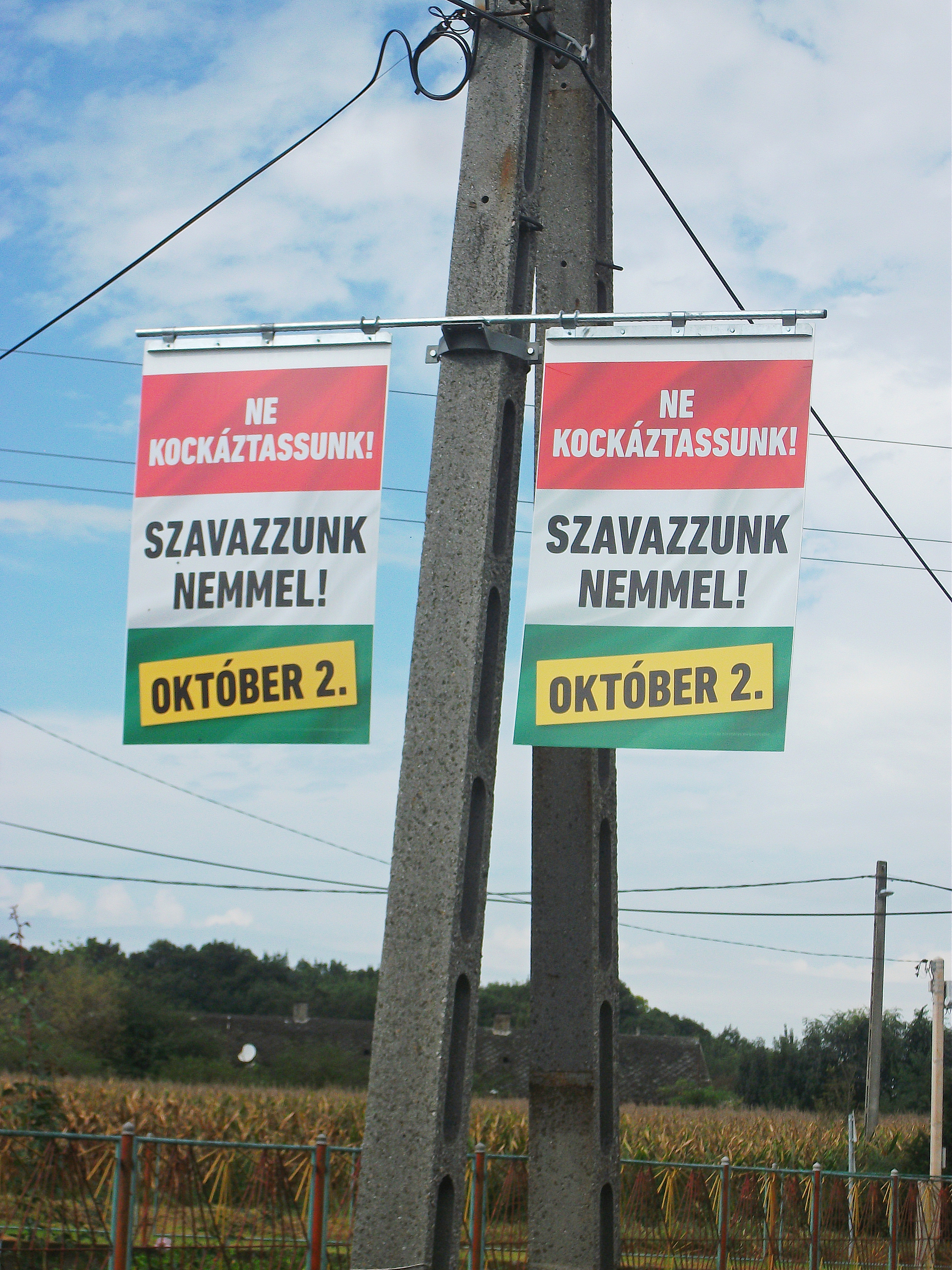
Reklamskylten som regeringen sponsrat. (Zichyújfalu)

Folkomröstningen om EU:s fördelning av asylsökande i Ungern 2016 hölls den 2 oktober.
Premiärminister Viktor Orbán utlovade folkomröstningen tidigare  under 2016, sedan han och hans regering starkt motsatt sig de beslut som fattats på EU-nivå om obligatorisk omfördelning av asylsökande som anlänt till Grekland och Italien.
Frågan är formulerad som: "Vill du att Europeiska unionen ska ha rätt att föreskriva obligatorisk bosättning av icke-ungerska medborgare i Ungern utan parlamentets medgivande?"
Oppositionen har meddelat att man bojkottar omröstningen. Enligt ungersk lag är en folkomröstning giltig bara om minst hälften av de röstberättigade deltar.
Rent juridiskt har folkomröstningen ingen relevans för EU.
Omröstningen gav till resultat 1,66% ja och 98,34% nej. Röstdeltagandet blev 43,35% med 40,41% giltiga röster, det vill säga under de 50% som krävdes för att den skulle vara "giltig".